# Alan Arkin
Alan Wolf Arkin (ur. 26 marca 1934 w Nowym Jorku, zm. 29 czerwca 2023 w Carlsbadzie) – amerykański aktor, reżyser, scenarzysta i producent filmowy.
Laureat Oscara 2006 za rolę drugoplanową w filmie Mała Miss.

## Życiorys

### Młodość

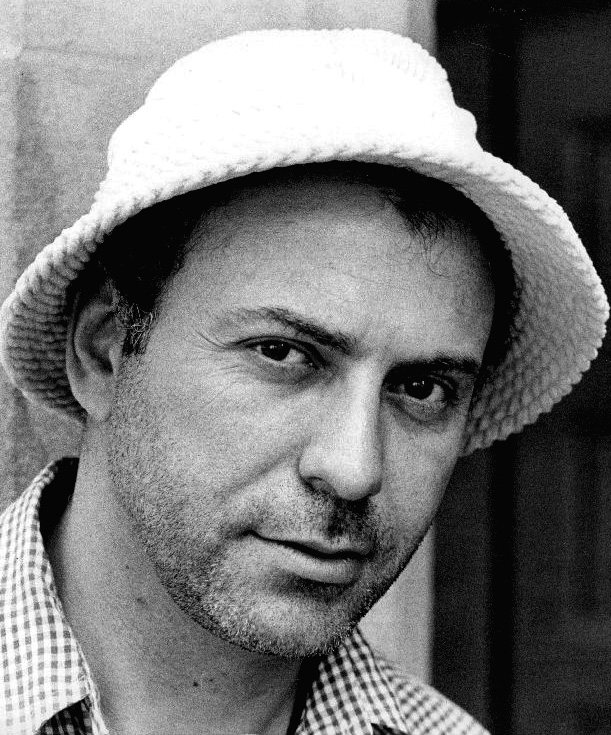
Alan Arkin (1975)

Urodził się w nowojorskim Brooklynie jako syn Beatrice (z domu Wortis), nauczycielki, i Davida I. Arkina, malarza i pisarza. Wychowywał się w rodzinie żydowskiej z „brakiem nacisku na religię”. Jego dziadkami byli żydowscy imigranci z Ukrainy, Rosji i Niemiec. Kiedy Arkin miał 11 lat, jego rodzice przenieśli się do Los Angeles, gdzie podczas 8–miesięcznego hollywoodzkiego strajku jego ojciec pracował jako scenograf. W latach 50. w czasie działań makkartyzmu jego rodziców oskarżono o bycie komunistami, a jego ojca zwolniono, gdy odmówił odpowiedzi na pytania dotyczące jego ideologii politycznej.
W wieku 10 lat wiedział, że chce zostać profesjonalnym aktorem. Był stypendystą różnych akademii teatralnych, w tym prowadzonej przez studenta Stanisławskiego, Benjamina Zemacha, który nauczył Arkina psychologicznego podejścia do aktorstwa. Jako nastolatek przeprowadził się z rodziną do Los Angeles, gdzie zaczął odkrywać muzykę, ucząc się grać na gitarze.
Uczęszczał do szkoły średniej Franklin High School w Los Angeles. Naukę kontynuował w Los Angeles City College, po czym powrócił na wschód do Bennington w Vermont, gdzie uczęszczał do Bennington College.

### Kariera
Wkrótce opuścił szkołę i stworzył z dwójką przyjaciół folkową trio The Tarriers, które w 1956 zdobyło 4. miejsce w rankingu „The Banana Boat Song”. W 1957 grupa odniosła sukces podczas europejskiej trasy koncertowej. Debiutował na ekranie jako lider The Tarriers w dramacie muzycznym Calypso Heat Wave (1957) z Mayą Angelou i Joelem Greyem. W 1958 Arkin opuścił The Tarriers, aby dołączyć do dziecięcego zespołu Baby Sitters, z którym nagrał cztery albumy z piosenkami dla dzieci.
W 1959 Arkin dołączył do nowej trupy komediowej o nazwie Second City w Chicago. W 1961 wraz z Second City debiutował na Broadwayu w rewii From the Second City.
W 1963 otrzymał Tony Award za rolę Davida Kolowitza w broadwayowskim spektaklu Enter Laughing w reżyserii Gene’a Saksa.
Był jednym z sześciu aktorów, którzy zostali nominowani do Oscara dla najlepszego aktora pierwszoplanowego za swoją pierwszą rolę filmową jako pułkownik Jurij Rozanow (Złoty Glob dla najlepszego aktora w filmie komediowym lub musicalu) w komedii Normana Jewisona Rosjanie nadchodzą (1966). Po występie w dreszczowcu Terence’a Younga Doczekać zmroku (1967) z Audrey Hepburn, ponownie był nominowany do Oscara za kreację głuchoniemego Johna Singera w ekranizacji powieści Carson McCullers Serce to samotny myśliwy (1968).
W 1968 przyjął tytułową rolę Jacques’a Clouseau, w komedii Buda Yorkina Inspektor Clouseau, po tym jak Peter Sellers odmówił powtórzenia tej roli po raz trzeci. Film nie został dobrze przyjęty przez fanów. W 1969 debiutował jako reżyser 12-minutowym filmem dla dzieci zatytułowanym People Soup, oparty na historii o tym samym tytule nazwie opublikowanej w „Galaxy Science Fiction” (1958), o dwóch chłopcach (w tej roli jego synowie Adam i Matthew Arkin), którzy eksperymentują z różnymi składnikami kuchni. W 1970 za reżyserię produkcji off-broadwayowskiej Zbrodnia w White House Farm zdobył nagrodę Obie.
Arkin i jego druga żona Barbara Dana pojawili się razem w programie edukacyjnym dla dzieci Ulica Sezamkowa (1970–1971) jako Larry i Phyllis, komiczna para, która rozwiązuje swoje konflikty, gdy pamięta, jak wymówić słowo „współpracować”. Arkin i Dana wystąpili potem w sitcomie ABC Harry (1987), który po czterech odcinkach został zdjęty z anteny z powodu niskiej oglądalności.
Został dwukrotnie honorowany Nagrodą Genie za rolę architekta Jeffreya Martleya w komedii Nieprawidłowe kanały (1981) i jako Reuben Shapiro w komediodramacie Teda Kotcheffa Joshua dawniej i dziś (1985).
Początkowo miał zagrać Saula Blooma w remake’u Ocean’s Eleven: Ryzykowna gra (2001) Stevena Soderbergha; po wycofaniu się z produkcji został zastąpiony przez Carla Reinera.
W 2017 roku wystąpił w jednej z trzech głównych roli w filmie W starym, dobrym stylu, wraz z Michaelem Cainem i Morganem Freemanem.
W komediowym serialu internetowym Chucka Lorre na platformie Netflix The Kominsky Method (2018) wcielił się w postać Normana Newlandera, wieloletniego agenta i przyjaciela aktora Sandy’ego Kominsky’ego (Michael Douglas).
29 czerwca 2023 roku w wieku 89 lat, zmarł w swoim domu w San Marcos w stanie Kalifornia. Jego śmierć została przypisana niewydolności serca, z którą już wcześniej się zmagał.

## Życie prywatne
14 grudnia 1955 ożenił się z Jeremy Yaffe, z którą miał dwóch synów: aktora i reżysera Adama (ur. 19 sierpnia 1956) i Matthew (ur. 21 marca 1960). W 1961 doszło do rozwodu.
16 czerwca 1964 poślubił Barbarę Danę, z którą miał syna Anthony’ego (ur. 1967). Rozwiedli się 2 listopada 1999. W 1999 ożenił się z psychoterapeutką Suzanne Newlander.

## Filmografia

### Filmy fabularne
- 1966: Rosjanie nadchodzą jako pułkownik Rozanov
- 1967: Doczekać zmroku jako Harry Roat
- 1968: Inspektor Clouseau jako inspektor Clouseau
- 1968: Serce to samotny myśliwy jako John Singer
- 1970: Paragraf 22 jako kpt. John Yossarian
- 1974: Szaleni detektywi jako Bean
- 1975: Hollywoodzki kowboj jako Burt Kessler
- 1975: Rafferty i dziewczyny jako Rafferty
- 1976: Obsesja Sherlocka Holmesa jako dr Zygmunt Freud
- 1979: Sztukmistrz z Lublina jako Yasha Mazur
- 1982: Ostatni jednorożec jako Schmendrick (głos)
- 1987: Ucieczka z Sobiboru jako Leon Feldhendler
- 1990: Hawana jako Joe Volpi
- 1990: Edward Nożycoręki jako Bill
- 1991: Człowiek rakieta jako A. „Peevy” Peabody
- 1992: Glengarry Glen Ross jako George Aaronow
- 1993: Poślubiłem morderczynię jako kapitan policji
- 1994: Małolat jako sędzia Buckle
- 1996: Matka noc jako George Kraft
- 1997: Zabijanie na śniadanie jako dr Oatman
- 1998: Slumsy w Beverly Hills jako Murray Samuel Abromowitz
- 1999: Gattaca – szok przyszłości jako zastępca Hugo
- 1999: Jakub kłamca jako Max Frankfurter
- 2001: Wojna Variana (TV) jako Freier
- 2001: Ulubieńcy Ameryki jako Wellness Guide
- 2003: Pancho Villa we własnej osobie (TV) jako Sam Dreben
- 2004: Czekając na cud (TV) jako Artie Venizelos
- 2004: Eros jako dr Pearl / Hal
- 2006: Firewall jako Arlin Forester
- 2006: Śnięty Mikołaj 3: Uciekający Mikołaj jako Bud Newman
- 2006: Mała Miss jako Edwin Hoover
- 2007: Transfer jako senator Hawkins
- 2008: Dorwać Smarta jako szef
- 2008: I wszystko lśni jako Joe Lorkowski
- 2008: Marley i Ja jako Arnie Klein
- 2009: City Island jako Michael Malakov
- 2009: Prywatne życie Pippy Lee jako Herb Lee
- 2011: Muppety jako przewodnik turystyczny
- 2011: Zamiana ciał jako ojciec Mitcha
- 2012: Operacja Argo jako Lester Siegel
- 2012: Twardziele (Stand Up Guys) jako Hirsch
- 2013: Legendy ringu jako Lightning
- 2017: W starym, dobrym stylu jako Al
- 2019: Dumbo jako J. Griffin Remington
- 2020: Śledztwo Spensera (Spenser Confidential) jako Henry

### Seriale TV
- 1970–1971: Ulica Sezamkowa jako Larry
- 1980: Muppet Show jako gość programu
- 1997: Szpital Dobrej Nadziei jako Zoltan Karpathein
- 2005: Will & Grace jako Marty Adler
- 2015–2016: BoJack Horseman jako J. D. Salinger (głos)
- 2017: Dorwać małego jako Eugene
- 2018–2019: The Kominsky Method jako Norman Newlander